# Cristina Marcos Juez
Cristina Marcos Juez (Barcelona, 19 de desembre de 1963) és una actriu espanyola nascuda a Barcelona.

## Biografia
Va néixer a Barcelona, però va créixer i es va educar en Madrid. Amb disset anys el realitzador Manuel Gutiérrez Aragón es va fixar en ella per a protagonitzar al costat de Fernando Fernán Gómez la pel·lícula Maravillas, i després va rodar La próxima estación, dirigida per Antonio Mercero.
Després Cristina va compaginar els estudis d'Art Dramàtic a l'escola de Cristina Rota amb la carrera universitària de Filologia Hispànica, després dels quals es va presentar a diversos càstings. En un d'ells, un director li va demanar per a la seva sorpresa que interpretés una escena «com si fos una poma podrida…».
Gerardo Herrero la contractà per Al acecho (1987). Quatre anys més tard va obtenir una primera candidatura als Premis Goya per la seva breu comesa a Tacones lejanos (1991), sota les ordres de Pedro Almodóvar. Tres anys més tard va obtenir el cabezón pel seu paper de dona de la neteja, divorciada i amb fill, amb ferma voluntat i que acabava aparellada amb un dels seus caps a Todos los hombres sois iguales (1994). Aquest mateix any Cristina Marcos va participar en Entre rojas, drama carcerari sobre dones.
Durant els anys següents va tornar a la comèdia de la mà d'Eva Lesmes i Antonio del Real a, respectivament, Pon un hombre en tu vida i Corazón loco. En televisió acceptà un paper secundari a La Regenta, la lectura de la novel·la de Leopoldo Alas «Clarín» duta a terme per Fernando Méndez-Leite Serrano, i que li va suposar el premi de la Unión de Actores.
El 1997 protagonitzà Mamá es boba, una comèdia negra sobre la mediocritat d'una societat obsessionada per l'èxit fàcil i que a penes pot ocultar la seva profunda vulgaritat.
El 2000 va acceptar encapçalar el repartiment de dues sèries de televisió. En la primera El grupo va encarnar a una dona solitària, avorrida de la seva pròpia vida, i que combatia les seves frustracions acudint a un psicòleg (interpretat per Héctor Alterio) que reunia els seus pacients (Unax Ugalde, Antonio Molero i Mariola Fuentes). En la segona, Un chupete para ella, tornava a quedar aparellada –per tercera vegada– amb Juanjo Puigcorbé.
El 2001 va rodar la seva última pel·lícula per a la gran pantalla, Sin noticias de Dios, on es va interpretar una policia lesbiana obsessionada per la protagonista, Victoria Abril. El 2003 va acceptar treballar a Javier ya no vive solo, sèrie d'Emilio Aragón Álvarez.
El 2004 va conèixer el seu màxim èxit teatral amb El método Gronhölm, basada en la peça de Jordi Galceran sobre el procés de feixistització experimentat en el mercat laboral. Els seus companys de repartiment, Carlos Hipólito, Jorge Roelas, Eleazar Ortiz i Jordi Bosch, per a poder escenificar-la sobre les taules es van sotmetre a una sèrie de jocs suggerits per la directora Tamzin Towsend, entre ells asseure's en una cafeteria per a observar-hi als grups de treballadors que hi descansaven i detectar quin d'ells tenia una posició de lideratge… La Unión de Actores va recompensar Cristina Marcos amb una altra candidatura als seus premis. Repetiria dos anys després per la mateixa funció. En aquest interval de temps va rodar una petita intervenció a Alatriste, on interpretava una joiera que venia al protagonista un collaret que havia comprat per a la seva estimada.
Actualment treballa en la sèrie de TVE Cuéntame cómo pasó. El 2018, s'incorpora a Vis a vis (FOX España) en la seva quarta temporada per a donar vida a Magdalena Cruz, la propietària de les presons del conglomerat.

## Treballs

### Filmografia destacada
- Pájaros de papel (Emilio Aragón Álvarez, 2010)

- La isla interior (Dunia Ayaso i Felix Sabroso, 2009)
- Fuera de carta (Nacho G. Velilla, 2008)
- Alatriste (Agustín Díaz Yanes, 2006)
- Sin noticias de Dios (Agustín Díaz Yanes, 2001)
- Insomnio (Chus Gutiérrez, 1998)
- Mamá es boba (1997).
- Corazón loco (Antonio del Real, 1996)
- Pon un hombre en tu vida (Eva Lesmes, 1995)
- Entre rojas (Azucena Rodríguez, 1994)
- Todos los hombres sois iguales (Manuel Gómez Pereira, 1994)
- La ardilla roja (Julio Medem, 1993)
- Tierra Fría (Antonio Campos, 1992)
- La reina anónima (Gonzalo Suárez, 1991)
- Tacones lejanos (Pedro Almodóvar, 1991)
- Continental (Xavier Villaverde, 1989)
- Oficio de muchachos (1987)
- Al acecho (Gerardo Herrero, 1987)
- La próxima estación (Antonio Mercero, 1981)
- Maravillas (Manuel Gutiérrez Aragón, 1980)

### Televisió
- Vis a vis, FOX España (2018-2019)
- Cuéntame cómo pasó, La 1 de TVE (2017- actualitat)
- Pulsaciones, Antena 3 (2017)
- El internado, Antena 3 (2009-2010)
- Aída, Telecinco (2008)
- Mobbing, Televisió de Catalunya (2005)
- Javier ya no vive solo, Telecinco (2003)
- El grupo, Telecinco (2000)
- Un chupete para ella, Antena 3 (2000)
- La Regenta, La 1 de TVE (1996)
- Hasta luego, cocodrilo, La 1 de TVE (1992)
- La mujer de tu vida, La 1 de TVE (1990)
- El olivar de Atocha, La 1 de TVE (1989)

### Teatre
- La monja alférez (2013), de Domingo Miras.
- Alma de Dios (2013).
- La escuela de la desobedencia (2011-2012), de Paco Bezerra.
- Rey Lear (2008), de Shakespeare.
- El mètode Grönholm (2004-2007), de Jordi Galceran.
- Historia de una escalera (2003-2004), d'Antonio Buero Vallejo.
- Entre bobos anda el juego (1999), de Francisco de Rojas Zorrilla.
- El desdén, con el desdén (1996), d'Agustín Moreto.
- Travesía (1993), de Fermín Cabal.
- Morirás de otra cosa (1990), de Manuel Gutiérrez Aragón.
- Así que pasen cinco años (1989), de Federico García Lorca.

## Premis i candidatures
Premis Goya
| Any  | Categoria                | Pel·lícula                     | Resultat   |
| ---- | ------------------------ | ------------------------------ | ---------- |
| 1994 | Millor actriu            | Todos los hombres sois iguales | Guanyadora |
| 1991 | Millor actriu secundària | Tacones lejanos                | Candidata  |

Fotogramas de Plata
| Any  | Categoria                  | Pel·lícula/Sèrie               | Resultat      |
| ---- | -------------------------- | ------------------------------ | ------------- |
| 2000 | Millor actriu de televisió | El grupo Un chupete para ella  | Guanyadora    |
| 1994 | Millor actriu de cinema    | Todos los hombres sois iguales | Semifinalista |

Unión de Actores
| Any  | Categoria                                    | Pel·lícula/Sèrie/Muntatge      | Resultat   |
| ---- | -------------------------------------------- | ------------------------------ | ---------- |
| 2006 | Millor actriu protagonista de teatre         | El mètode Grönholm             | Guanyadora |
| 2004 | Millor actriu protagonista de teatre         | El mètode Grönholm             | Candidata  |
| 1995 | Millor interpretació secundària de televisió | La Regenta                     | Guanyadora |
| 1994 | Millor interpretació protagonista de cinema  | Todos los hombres sois iguales | Candidata  |

Altres
- Festival Internacional de Cinema de Comèdia de Peníscola: Millor actriu (1998)